# Kirkkonummi
Kirkkonummi (en sueco: Kyrkslätt) es una localidad finesa situada al sur de Finlandia, literalmente significa "páramo de la iglesia".
Localizada en el área metropolitana de Helsinki está conectada a toda esta área por un sistema de transporte público de autobuses y ferrocarriles, y limita con Vihti, Siuntio y al este con la ciudad de Espoo.
Ha experimentado el mayor crecimiento poblacional de Finlandia en los últimos años, un 3% al año.
Los mayores centros de población serían Masala, Veikkola, Kantvik y Upinniemi entre docenas de pequeñas aldeas. Geográficamente, el municipio tendría dos penínsulas, Porkkala y Upinniemi. Porkkala es paso obligado de muchas migraciones de aves en el mar Báltico.
Las más antiguas pinturas rupestres encontradas en Finlandia cerca del lago kirkkonummiano de Vitträsk evidencian presencia humana desde la Edad de Piedra y fueron encontradas por el famoso compositor Jean Sibelius.
La mitad sur del municipio fue cedida a la Unión Soviética entre 1945 y 1956 para que la usara como base naval durante la Segunda Guerra Mundial y que zanjó las hostilidades entre ambos países. De este período quedan búnkeres y otras fortificaciones.
Otros lugares de interés de Kirkkonummi incluyen una iglesia medieval de piedra en el centro, una iglesia de madera en la aldea de Haapajärvi, así como el edificio Hvitträsk de los famosos arquitectos Eliel Saarinen, Herman Gesellius y Armas Lindgren.